# Chōmei-ji

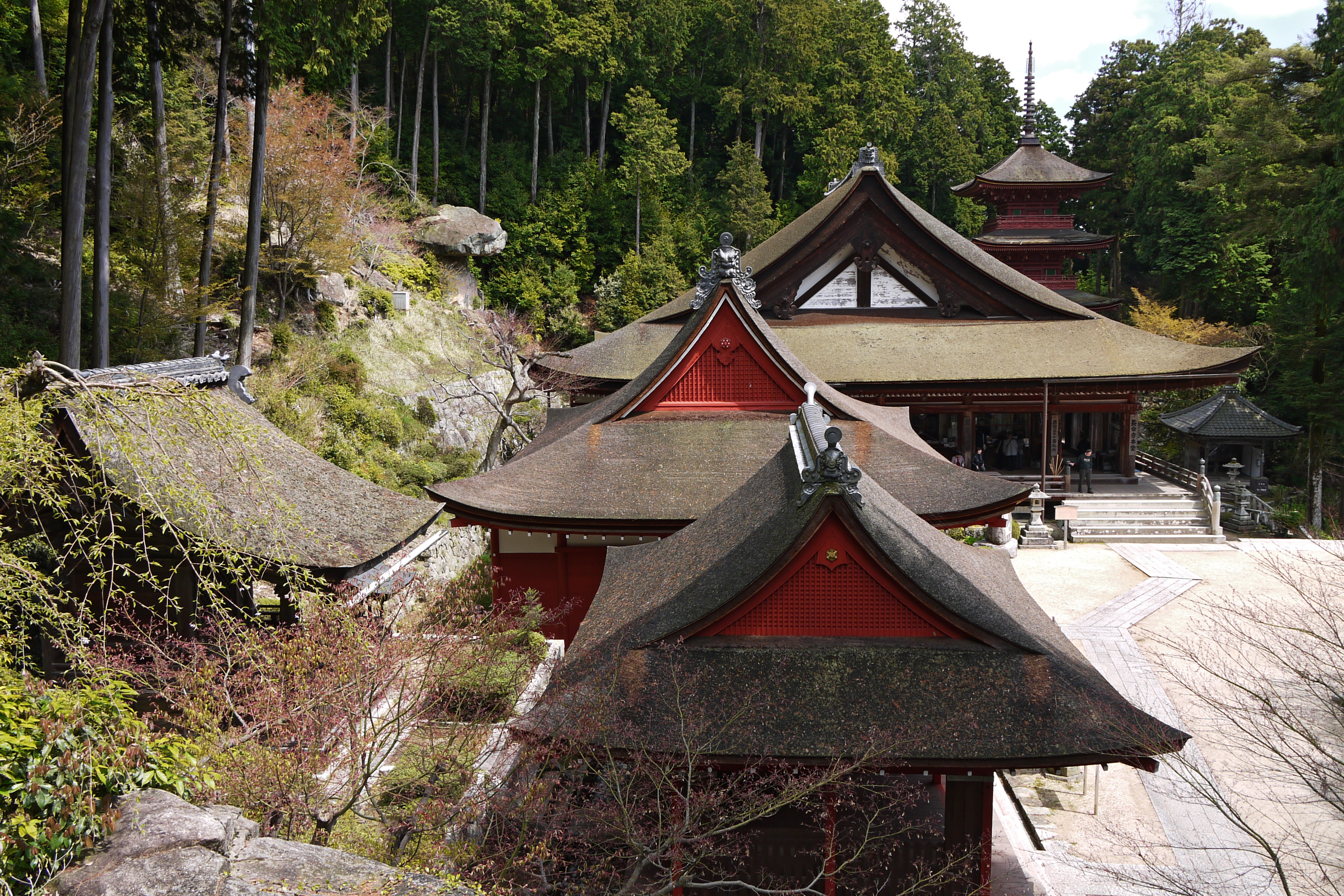
Tempelgelände des Chōmei-ji

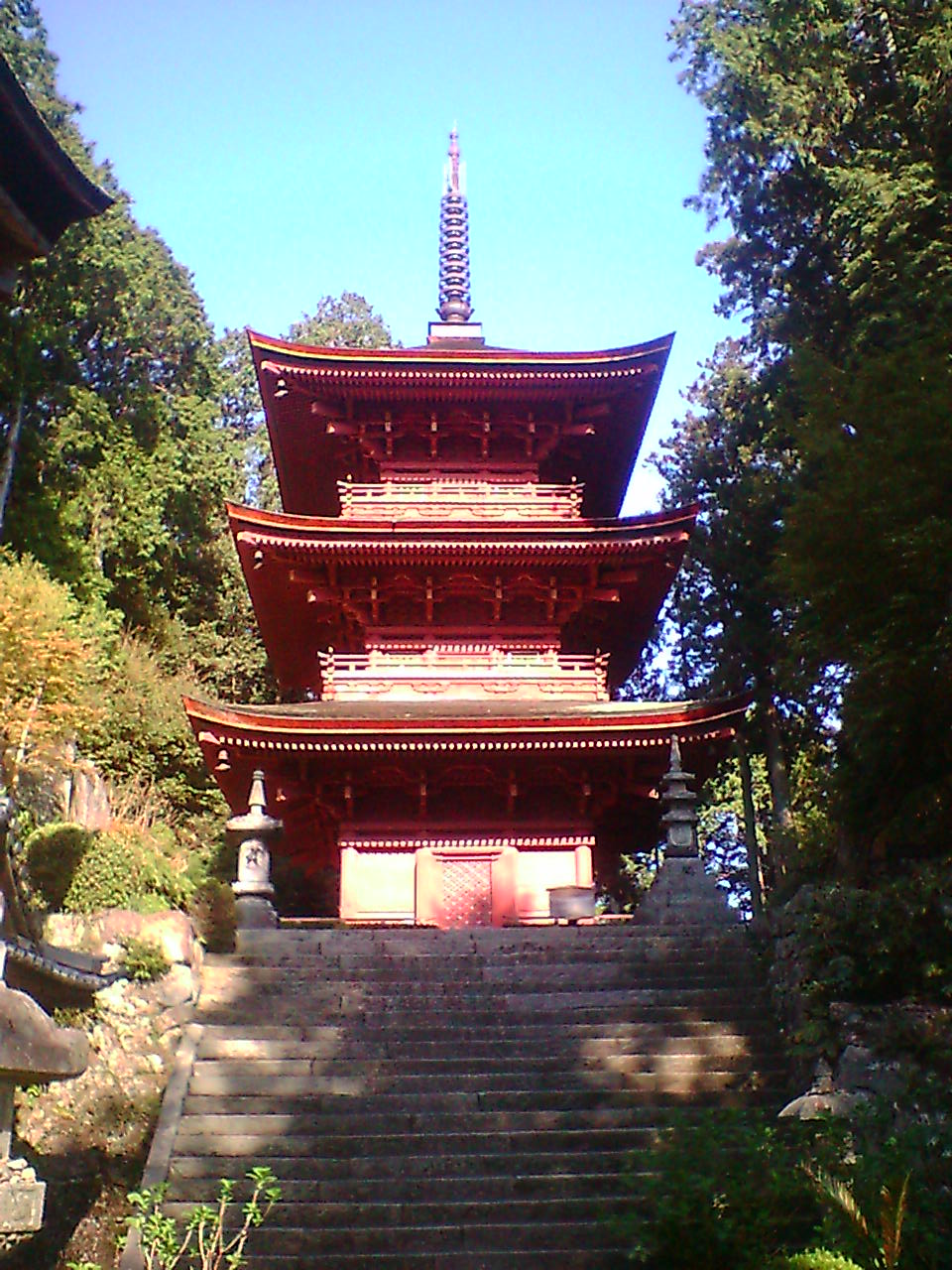

Der Chōmei-ji (jap. 長命寺) ist ein buddhistischer Tempel in der Stadt Ōmihachiman, Präfektur Shiga in Japan. Der Tempelname bedeutet etwa Tempel des langen Lebens. Der Tempel ist mit der Glaubensrichtung Tendai-shū assoziiert. Hauptbildnisse des Tempels sind drei Statuen des Kannon, eine tausendarmige, eine elfköpfige und ein Shō-Kannon. Der Chōmei-ji ist der 31. Tempel des Saigoku-Pilgerweges (西国三十三箇所, Saigoku sanjūsankasho).

## Überblick
Über die Gründung des Chōmei-ji gibt es keine historischen Belege. Die Tempellegende nennt den Prinzregenten Shōtoku als Gründer und liefert eine Erklärung für den Namen des Tempels. Danach soll der legendäre Staatsmann Takenouchi no Sukune eine Gebetsformel für langes Leben in eine alte Weide auf dem späteren Tempelgelände geritzt haben. Als Shōtoku diese Stelle fünf Jahrhunderte später aufsuchte, sei diese Ritzung immer noch sichtbar gewesen und ein alter Mann habe den Prinzregenten aufgefordert, drei Kannon-Statuen zu schnitzen – die drei Statuen, die zu den Hauptbildnissen des Tempels wurden.
Förderung erfuhr der Chōmei-ji durch den Sasaki-Clan, der im Mittelalter die Provinz Ōmi beherrschte. Ende des 12. Jahrhunderts entstanden eine Goma-Halle, eine Pagode und Priesterunterkünfte. 1507 brannte der Tempel bei einer Rebellion
gegen die Sasaki ab. Nach einem Wiederaufbau wurde das Tempelgelände 1573 von Truppen Oda Nobunagas verwüstet.
Haupthalle und Glockenturm stammen aus dem Jahr 1524, die Pagode und die Goma-Halle aus dem Jahr 1597.
Alle vier Gebäude sind als landesweit wichtige Kulturgüter eingestuft.